# Канари (приход)
Канари (англ. Canaries) — приход (единица административно-территориального деления) государства Сент-Люсия, расположенный в западной части острова. Площадь 16 км², население 2009 человек (2010).

## История
Слово «Канаве» происходит от индейского слова, обозначающего кастрюли. В прошлом в Канари была большая сахарная плантация, которая тянулась вглубь страны вверх по долине, простирающейся в восточном направлении от деревни. Приход существует с 1763 года, а первые поселенцы прибыли с соседнего острова Мартиника.

## Местное самоуправление
Административный центр прихода — одноимённый город Канари. Приход представлен в Палате собрания Сент-Люсии Уэйном Д. Жираром, парламентским представителем от избирательного округа Анс-ла-Рей/Канари.